# Marius Sørensen
Søren Marius Sørensen (født 8. april 1891 i Hvorslev, død 9. december 1964 i Højby) var en dansk politiker, valgt for Socialdemokraterne. Han har også været minister – nemlig arbejdsminister i Regeringen Hans Hedtoft I.